# Brenno Fiumali
Brenno Fiumali (Reggio Emilia, 26 maggio 1933 – Milano, 10 agosto 2006) è stato un illustratore, grafico e fumettista italiano. Fu autore delle prime copertina della serie a fumetti Diabolik, divenendone poi direttore artistico fino alla morte.

## Biografia
Inizia a collaborare giovanissimo con la casa editrice Astoria di Gino Sansoni come grafico e illustratore, spesso di copertine ad argomento fantascientifico come ad esempio il tascabile mensile Super fantascienza illustrata fra il 1961 e il 1962; scrive anche qualche racconto pubblicati poi nelle stesse testate dell'editore. Per lo stesso editore contribuisce a decine di testate fra le quali Bertoldo, Alboromanzo Vamp, Zakimort, Teddy Bob, Horror, Vip.
Come grafico collabora anche alla testata Diabolik dell'editrice Astorina realizzando la copertina del primo numero nel 1962 ed entrandone stabilmente nella redazione dal 1975 come direttore artistico oltre che come inchiostratore degli albi al fianco di Franco Paludetti. È nel volume Diabolik della collana "Quaderni del fumetto italiano" del 1992, dell'editore Paolo Ferriani, che venne reso noto per la prima volta ufficialmente che è lui l'autore della copertina.

## Opere
Racconti
- L'uomo di Crescenzago (1961) racconto[6][7]
- La principessa dell'asteroide (1961) racconto[8][7]
- Incontro col mostro (1961) racconto[9][7]
- Si chiude alle venti (1962) racconto[10][7]